# Hae-Jin
Hae-Jin er en dansk portrætfilm fra 2006 med instruktion og manuskript af Lars Movin.

## Handling
Liselotte Hae-Jin Birkmose blev født i Sydkorea i 1969 og blev som spæd bortadopteret til Danmark. I 1997 fik Liselotte de første oplysninger om sin koreanske familie, og to år efter mødte hun første gang sin biologiske mor i Seoul. Filmen følger Liselotte over en periode på fem år, fra rejsen til Korea i 1999 via flere rejser til både Korea og USA, hvor hun møder sine koreanske søstre, onkler og bedsteforældre, og frem til 2004, hvor Liselottes mor indvilger i at fortælle sin side af historien. Parallelt med filmens hovedspor, hvor Liselotte reflekterer over den identitetsmæssige betydning af at kende sine rødder og af at leve med flere kulturer, følges hendes arbejde som formand for Korea Klubben, en forening for voksne koreanske adopterede i Danmark.